# Tórtora cucut rogenca
La tórtora cucut rogenca (Macropygia emiliana) és una espècie d'ocell de la família dels colúmbids (Columbidae) que habita els boscos de Sumatra i illes properes, Borneo, Java i Illes Petites de la Sonda fins a Flores.

## Descripció
La tórtora cucut rogenca és un colom de mida mitjana, de color marró vermellós, que mesura de 30 a 37 cm de longitud. Té el cap uniformement vermellós, i el pit marró i negre barrat. El coll és rosa iridescent. La cua és llarga i esvelta, i no té gris pàl·lid o blanc a la punta. Les plomes centrals de la cua són uniformement vermelloses, i no tenen cap franja fosca. El juvenil s'assembla a la femella en aparença, però tenen més franges.

## Estat i conservació
Des de 1988, la tórtora cucut rogenca ha estat classificada com una espècie de risc mínim a la Llista Vermella d'Espècies Amenaçades de la UICN. La raó és que té un rang de distribució molt gran -més de 20.000 km2 i perquè encara que la seva població ha anat disminuint, la taxa de disminució es considera que és menys del 30% de disminució en deu anys o tres generacions. A més, tot i que no s'ha determinat el nombre de població, es creu que està per sobre de 10.000, que està per sobre del criteri per garantir una qualificació vulnerable. Es descriu que és difícil de trobar, però és comú a l'illa de Borneo i a les illes de les costes sud i oest de Sumatra. Es creu que s'enfronta a un declivi de la població a causa de la destrucció de l'hàbitat.

## Taxonomia
La tórtora cucut rogenca va ser descrita per primera vegada pel biòleg i ornitòleg francès Charles Lucien Bonaparte el 1854. Es va separar de la primerenca Macropygia amboinensis el 2003. Actualment té dues subespècies restants:
- M. e. emiliana (Bonaparte, 1854) - Illes Petites de la Sonda Occidentals.
- M. e. megala (Siebers, 1929) - Illes Kangean.

Cinc antigues subespècies van ser reassignades per la UIO el 2016:
- M. e. cinnamomea (Salvadori, 1892) - L'illa d'Enggano es va separar tórtora cucut de Enggano (M. cinnamomea).
- M. e. borneensis (Robinson & Kloss, 1921) - les de la zona nord de Borneo és ara provisionalment considerada una subespècie de la tórtora cucut de les Filipines (Macropygia tenuirostris borneensis).
- M. e. modiglianii (Salvadori, 1887) - les de l'oest de les illes de Sumatra es consideren ara una subespècie de la tórtora cucut de Barusan (M. modiglianii).
- M. e. elassa (Oberholser, 1912) - Les de les illes Mentawai són ara considerades una subespècie de la tórtora cucut de Barusan (M. modiglianii).
- M. e. hipopercna (Oberholser, 1912) - L'illa de Simeulue es considera ara una subespècie de la tórtora cucut de Barusan (M. modiglianii).